# Skáldskaparmál

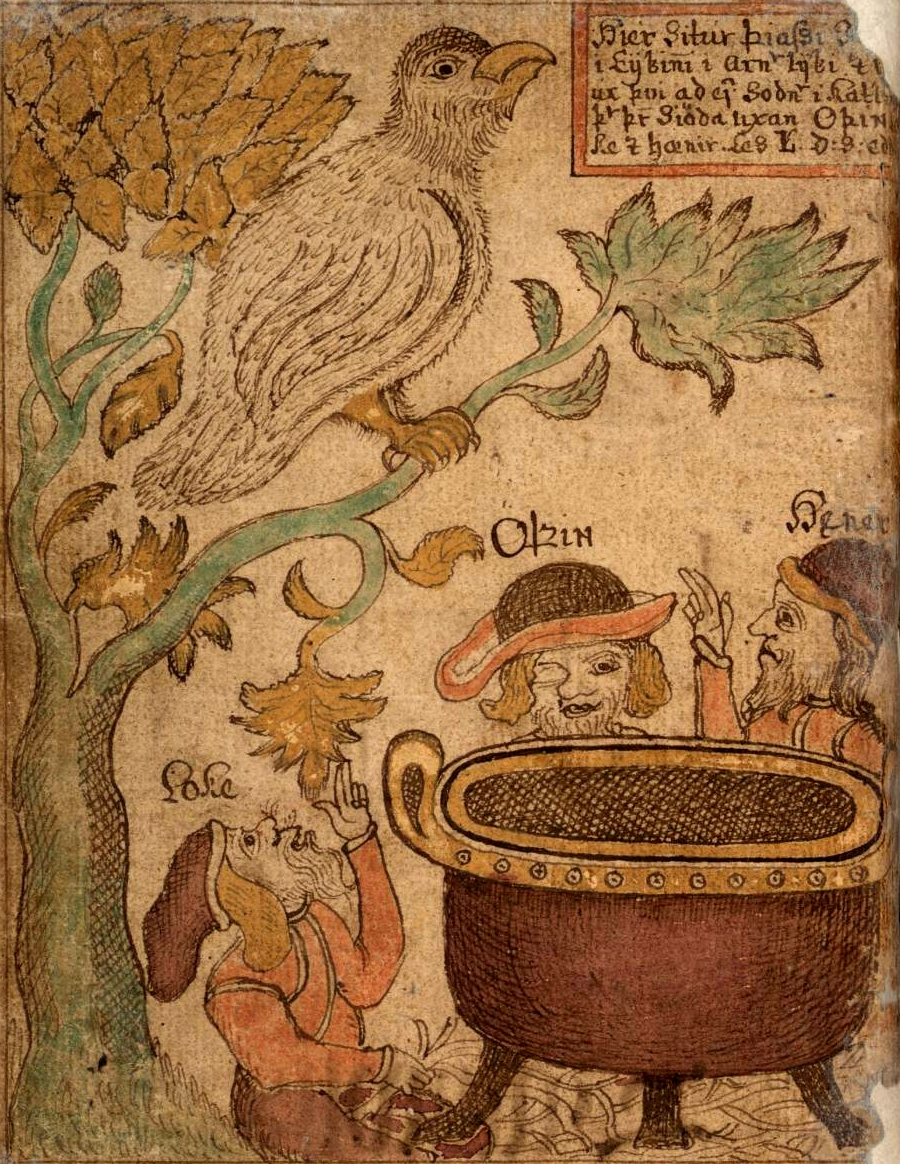
Een Episode uit Skáldskaparmál: Odin, Loki, Hœnir en Thjazi. (Manuscript Árni Magnússon Instituut, IJsland).

Skáldskaparmál of taal der poëzie is het derde deel van de Proza-Edda van Snorri Sturluson.
Het is opgevat in de vorm van een dialoog tussen de Oudnoordse oceaangod Ægir en Bragi, de god van de poëzie. Elementen uit de Noordse mythologie en het discours omtrent de eigenschappen van poëzie worden erin dooreengeweven. Van een aantal kenningar wordt de oorsprong verklaard, waarna Bragi een systematische lijst van kenningar weergeeft. Die is op een variatie aan mensen, plaatsen en begrippen van toepassing. Het gaat hier om een verzameling uitdrukkingen die in omloop waren daterend van de 9e eeuw tot de 12e eeuw. Daarin worden voorchristelijke, syncretistische en christelijke motieven verenigd.
Vervolgens bespreekt Bragi de dichttaal in detail, meer bepaald het concept heiti, het gebruik van dichterlijke non-perifrastische uitdrukkingen, dat zijn synoniemen zoals ros voor paard. Hij systematiseert ook deze uitdrukkingen, zodat de Skáldskaparmál de facto een vroege poëziethesaurus vormt.
De Skáldskaparmál is een gecomprimeerd leerboek, waarin Snorri de theorie en de praktijk der Skaldendichtkunst weergeeft, met verklaring van regels met voorbeelden. De leerstukken van de auteur worden telkens weer door prozadelen onderbroken. In het deel "Bragis Rede" verklaart hij ingewikkelde kenningar. 
Skáldskaparmál is niet alleen een overlevering van skaldische strofen, maar ook
- Noordse mythen in de vorm van mythische afkortingen zoals de mythenrest van Aurvandill, de mythen van Skaldenmet, van de schaking van Idun, van Thors strijd met reuzen of van Lokis daden.
- Germaanse en Noordse Heldensagen uit de Nibelungen verzameling, van de Gothenkoning Ermanarich evenals de Deense koning Froði en Hrólfr kraki.

Samen met de Gylfaginning is de Skáldskarparmál, naast de Poëtische Eddaliederen, een belangrijke schriftelijke bron van de Noordse mythologie en religie. Maar net zoals de Gylfaginning mag dit werk evenmin als unieke of authentieke weergave van de voorchristelijke Germaanse levensovertuiging worden beschouwd. De Snorri Edda kreeg immers vorm in een verchristelijkt IJsland, en Snorri zelf was met zijn buitengewone intellectuele vorming ook christen en bovendien historicus, met een voor zijn tijd streng wetenschappelijke kijk op de dingen.